# Großer Preis von Deutschland 1926

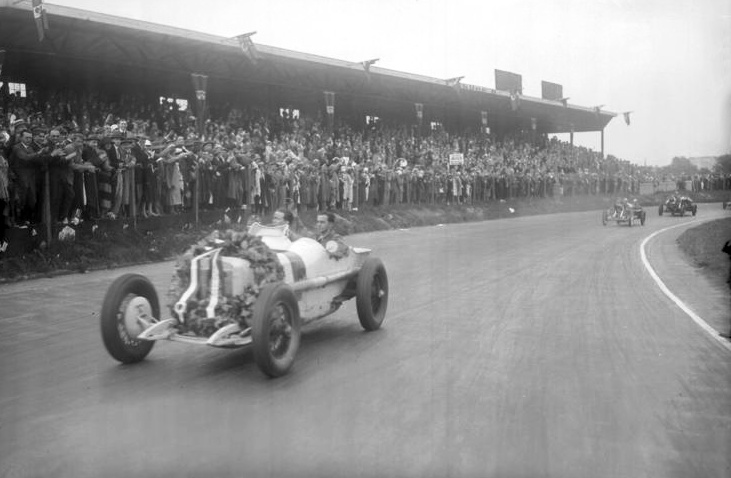
Rennsieger Rudolf Caracciola auf der Ehrenrunde

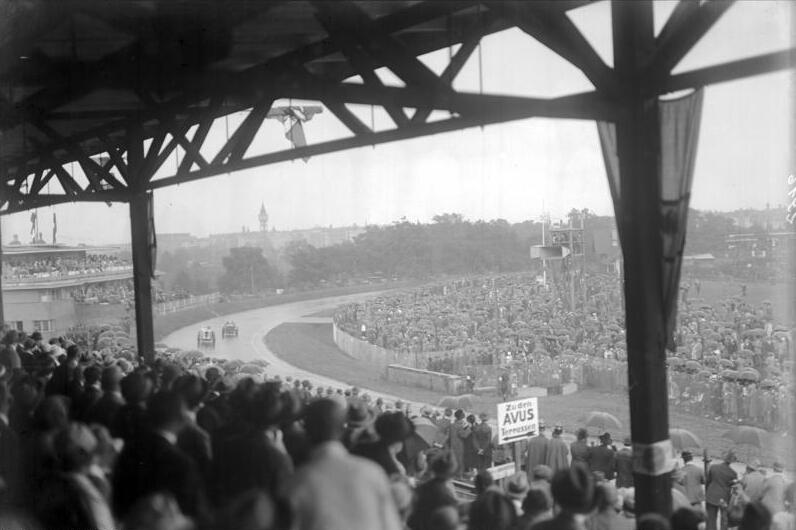
Blick von der Tribüne

Der I. Große Preis von Deutschland fand am 11. Juli 1926 auf der AVUS in Berlin statt.
Er war das erste internationale Rennen in Deutschland nach dem Ersten Weltkrieg und nominell als Sportwagenrennen ausgeschrieben, in der Realität jedoch als formelfreies Rennen mit eigenen Regularien ausgetragen. Es führte über 20 Runden à 19,57 km, was einer Gesamtdistanz von 391,38 km entsprach. Im Verlauf der Veranstaltung kam es zu einigen schweren Unfällen. Schon während des Trainings am 9. Juli verunglückte Carlo Cattaneo als Beifahrer und Mechaniker von Luigi Platé tödlich. Beim Rennunfall Adolf Rosenbergers kamen zwei Rennoffizielle ums Leben.
Sieger wurde Rudolf Caracciola auf einem modifizierten Mercedes-M218-Grand-Prix-Rennwagen von 1924.

## Rennen
Nachdem im Vorjahr der Automobilclub von Deutschland wieder in den Internationalen Automobilverband AIACR aufgenommen worden war, konnte 1926 auch in Deutschland erstmals ein internationales Grand-Prix-Rennen ausgetragen werden. Da der Nürburgring allerdings noch im Bau war, entschied man sich für die 1921 eröffnete Avus in Berlin als Austragungsort, die im Wesentlichen aus zwei knapp 10 km langen parallelen Geraden mit je einer Kurve an jedem Ende bestand.
Eine solche Veranstaltung wurde seitens des Verbands der deutschen Automobilindustrie zwiespältig gesehen, denn nach einem Ende 1925 gefällten Beschluss, dass sich seine Mitglieder im kommenden Jahr nicht an Rennveranstaltungen beteiligen würden, hatte kein Hersteller eine konkurrenzfähige Konstruktion für die geltende Internationale Grand-Prix-Rennformel entwickelt, in der zweisitzige Rennwagen von maximal 1,5 Liter Hubraum vorgegeben waren.
Um die überlegenen Rennwagen aus dem Ausland fernzuhalten, wurde der Große Preis von Deutschland daher zumindest formal für Sportwagen ausgeschrieben, die in drei Klassen eingeteilt und getrennt gestartet wurden. Dennoch wurde aus den gefahrenen Zeiten auch ein Gesamtklassement ermittelt. In den beiden „großen“ Hubraumklassen von 1,5 bis 2 Liter (Mindestgewicht 800 kg) und von 2 bis 3 Liter (Mindestgewicht 1000 kg) mussten die Wagen vier Sitze aufweisen, in der „kleinen“ Klasse von 1,1 bis 1,5 Liter waren dagegen Zweisitzer erlaubt. Neben diesen Bestimmungen ließ das Reglement den Teilnehmern jedoch viel Freiraum, die „Sportwagen“ durch einige „Erleichterungen“ wie das Entfernen von Kotflügeln, Beleuchtung, Stoßstangen, Windschutzscheibe usw., den Verzicht auf Schalldämpfer im Auspuff und durch Leistungssteigerung der Motoren doch wieder in verkappte Rennwagen zu verwandeln. Der frisch fusionierte Mercedes-Benz-Konzern stellte den beiden nominell „unabhängigen“ Fahrern Rudolf Caracciola und Adolf Rosenberger sogar zwei echte Grand-Prix-Achtzylinder von 1924 zur Verfügung, deren Karosserie, um dem Reglement zu genügen, um zwei Notsitze im Heck verlängert wurde.
Insgesamt versammelte sich ein stattliches Feld von 38 Teilnehmern zum Start, darunter neben zahlreichen deutschen Fabrikaten mit dem Achtzylinder-OM von Ferdinando Minoia sogar ein aktuelles Grand-Prix-Modell aus Italien und zwei 1925 in der Voiturette-Klasse sehr erfolgreiche französische Talbot-Vierzylinder des Tschechoslowaken Hugo Urban-Emmerich und des Franzosen Jean Chassagne. Während des Trainings war Luigi Platé mit seinem Chiribiri mit einem anderen Teilnehmer kollidiert, wobei sein Beifahrer Carlo Cattaneo ums Leben kam.
Vor 230.000 Zuschauern übernahm zunächst Rosenberger die Führung vor Minoia und den beiden Talbot, während sich Caracciola mit dem zweiten Mercedes erst durchs Feld nach vorn arbeiten musste. Der Motor war am Start abgestorben, sodass sein Mechaniker Eugen Salzer das Auto anschieben musste. Kurz darauf fiel auch Minoia nach einem Boxenstopp zurück und musste das Rennen schließlich mit technischem Defekt aufgeben.
Bei mittlerweile einsetzendem Regen kam Rosenberger ausgangs der siebten Runde bei etwa 150 km/h in der Nordkurve von der Strecke ab und schleuderte in die dort aufgebaute Zeitnahme. Ein Helfer und der Bediener der Anzeigetafel starben an ihren Verletzungen, Rosenberger und sein Mechaniker kamen jedoch mit Verletzungen davon. Infolgedessen lag nun Urban-Emmerich vor Chassagne und Caracciola in Führung, in der neunten Runde wurde jedoch auch sein Wagen auf dem rutschigen Belag aus der Nordkurve getragen und geriet dabei in die Zuschauerränge, unter denen es drei Verletzte gab. Urban-Emmerich konnte seinen Talbot wieder befreien und das Rennen fortsetzen. Beinahe zeitgleich hatte auch sein Markengefährte Chassagne am entgegengesetzten Ende in der Südkurve einen mehrfachen Überschlag, bei dem aber ebenso wie beim Unfall des Pluto-Fahrers Mederer in der Nordkurve die Zuschauer einer Katastrophe knapp entkamen. Nachdem Caracciola kurz vorher seinen geplanten Boxenstopp eingelegt hatte, lag nun der Austro-Daimler-Fahrer Deilmann vor Cleer auf Alfa Romeo und Clause auf Bignan in Front. Caracciola arbeitete sich unter den extrem widrigen Bedingungen wieder nach vorne und übernahm nach dem Ausfall von Deilmann in der 14. Runde die Führung, ohne es selbst mitzubekommen. Erst beim Überfahren der Ziellinie erkannte er am Jubel der Zuschauer, dass er gewonnen hatte. Durch diesen Sieg erwarb er sich den Beinamen „der Regenmeister“, obwohl sein Erfolg zum Teil dem Ausfall seiner Gegner zu verdanken war. Er gewann das Rennen in einer Zeit von 2:54:17,8 Stunden beziehungsweise mit einer Durchschnittsgeschwindigkeit von 135 km/h vor Christian Rieken auf NAG. Die schnellste Runde fuhr Ferdinando Minoia mit 7:29,9 Minuten beziehungsweise 161,2 km/h.

## Ergebnisse

### Meldeliste
| Team                             | Nr. | Klasse | Fahrer                  | Chassis                           | Motor                            | Reifen |
| -------------------------------- | --- | ------ | ----------------------- | --------------------------------- | -------------------------------- | ------ |
| Hans Lohmann                     | 01  | D1     | Hans Lohmann            | Komnick 8/30                      | Komnick 2.1L I4                  |        |
| Nationale Automobil-Gesellschaft | 02  | D      | Hans Berthold           | NAG C.4b                          | NAG 2.6L I4                      |        |
| Nationale Automobil-Gesellschaft | 05  | D      | Christian Riecken       | NAG C.4b                          | NAG 2.6L I4                      |        |
| Nationale Automobil-Gesellschaft | 09  | D      | Edwin Orska             | NAG C.4b                          | NAG 2.6L I4                      |        |
| Nationale Automobil-Gesellschaft | 11  | D      | Wilhelm Heine           | NAG C.4b                          | NAG 2.6L I4                      |        |
| Steiger AG                       | 03  | D      | Ernst Hofer             | Steiger 12/70 Sport               | Steiger 2.9L I4                  |        |
| Austro-Daimler                   | 04  | D      | Carl Deilmann           | Austro-Daimler ADM 3 Liter        | Austro-Daimler 3.0L I6           | S      |
| Austro-Daimler                   | 06  | D      | Paul von Guilleaume     | Austro-Daimler ADM 3 Liter        | Austro-Daimler 3.0L I6           | S      |
| Willi Cleer                      | 07  | D      | Willi Cleer             | Alfa Romeo RL Super Sport         | Alfa Romeo 3.0L I6               |        |
| Richard Carl Krüger              | 08  | D      | Richard Carl Krüger     | Alfa Romeo RL Super Sport         | Alfa Romeo 3.0L I6               |        |
| Fritz Feldmann                   | 10  | D      | Fritz Feldmann          | Hansa 2.1                         | Lloyd 2.1L I4                    |        |
| Arno Hänsel                      | 12  | E2     | Arno Hänsel             | Bugatti T30                       | Bugatti 2.0L I8                  |        |
| Rudolf Breier                    | 13  | E      | Rudolf Breier           | Bugatti T30                       | Bugatti 2.0L I8                  |        |
| Rudolf Caracciola                | 14  | E      | Rudolf Caracciola       | Mercedes 2-l-8-Zylinder-Rennwagen | Mercedes M218 2.0L I8 Kompressor | C      |
| Josef Ludewig                    | 15  | E      | Josef Ludewig           | Bugatti T30                       | Bugatti 2.0L I8                  |        |
| Max zu Schaumburg-Lippe          | 16  | E      | Max zu Schaumburg-Lippe | OM 665 Superba                    | OM 2.0L I6                       |        |
| Dürkopp & Co                     | 17  | E      | Reinhold Dürkopp        | Dürkopp P8A                       | Dürkopp 2.0L I4                  |        |
| A.F. Komnick AG                  | 18  | E      | Otto Komnick            | Komnick 8/40 PS                   | Komnick 2.0L I4                  |        |
| Adolf Rosenberger                | 19  | E      | Adolf Rosenberger       | Mercedes 2-l-8-Zylinder-Rennwagen | Mercedes M218 2.0L I8 Kompressor | C      |
| Pierre Clause                    | 20  | E      | Pierre Clause           | Bignan                            | Bignan 2.0L I4                   |        |
| Hans Kolb                        | 21  | E      | Hans Kolb               | Bugatti T30                       | Bugatti 2.0L I8                  |        |
| Rittmeister von Mosch a. D.      | 22  | E      | Otto von Mosch          | Dürkopp P8A                       | Dürkopp 2.0L I4                  |        |
| Brauda Motoren AG                | 23  | E      | Hans Santner            | OM 665 Superba                    | OM 2.0L I6                       |        |
| Hans Hanft                       | 24  | F3     | Hans Hanft              | Bugatti Brescia                   | Bugatti 1.5L I4                  |        |
| Brennabor-Werke AG               | 25  | F      | Albert Mitzlaff         | Brennabor 1500 Sport              | Brennabor 1.5L I4                |        |
| Brennabor-Werke AG               | 41  | F      | Eduard Reichstein       | Brennabor 1500 Sport              | Brennabor 1.5L I4                |        |
| Brennabor-Werke AG               | 44  | F      | Fritz Backasch          | Brennabor 1500 Sport              | Brennabor 1.5L I4                |        |
| AF Zella-Mehlis GmbH             | 26  | F      | Alfred Mederer          | Pluto Sport s/c                   | Pluto 1.1L I4                    |        |
| AF Zella-Mehlis GmbH             | 31  | F      | Hermann Friedrich       | Pluto Sport s/c                   | Pluto 1.1L I4                    |        |
| AF Zella-Mehlis GmbH             | 43  | F      | Cord von Einem          | Pluto Sport s/c                   | Pluto 1.1L I4                    |        |
| Officine Meccaniche              | 27  | F      | Ferdinando Minoia       | OM Tipo 856 Grand Prix            | OM 1.5L I8                       | P      |
| Neckarsulmer Fahrzeugwerke       | 28  | F      | Jakob Scholl            | NSU 6/60 s/c                      | NSU 1.5L I6 Kompressor           |        |
| Neckarsulmer Fahrzeugwerke       | 29  | F      | Josef Müller            | NSU 6/60 s/c                      | NSU 1.5L I6 Kompressor           |        |
| Neckarsulmer Fahrzeugwerke       | 32  | F      | Georg Klöble            | NSU 6/60 s/c                      | NSU 1.5L I6 Kompressor           |        |
| Neckarsulmer Fahrzeugwerke       | 37  | F      | Franz Islinger          | NSU 6/60 s/c                      | NSU 1.5L I6 Kompressor           |        |
| Neckarsulmer Fahrzeugwerke       | 39  | F      | August Momberger        | NSU 6/60 s/c                      | NSU 1.5L I6 Kompressor           |        |
| Max Georg Fiedler                | 30  | F      | Max Georg Fiedler       | Bolle-Fiedler BFA 2-stroke        | Fiedler 1.5L I4                  |        |
| Max Wälti                        | 33  | F      | Max Wälti               | Bugatti T13                       | Bugatti 1.5L I4                  |        |
| Otto Groninger                   | 34  | F      | Otto Fettkenheuer       | Bob 1020cc                        | Siemens & Halske 1.0L I4         |        |
| Luigi Platé                      | 35  | F      | Luigi Platé             | Chiribiri 12/16 Monza S           | Chiribiri 1.5L I4                |        |
| Inga Industriegesellschaft       | 36  | F      | Jean Chassagne          | Talbot 3 VC Supersport            | Talbot 1.5L I4                   | M      |
| Georg Kimpel                     | 38  | F      | Georg Kimpel            | Bugatti T39                       | Bugatti 1.5L I8                  |        |
| G. M. Gendron & Co               | 40  | F      | Theo van Horn           | GM                                | Janvier 1.5L I4                  | M      |
| Hugo Urban-Emmerich              | 42  | F      | Hugo Urban-Emmerich     | Talbot 3 VC Supersport            | Talbot 1.5L I4                   |        |
| Dr. Kurt Eimer                   | 45  | F      | Willi Loge              | Aga 30 hp                         | Aga 1.5L I4                      |        |
| Heinz Erblich                    | 46  | F      | Heinz Erblich           | Alfi                              | Alfi 1.5L I4                     |        |

1 Rennklasse bis 3 Liter Hubraum
2 Rennklasse bis 2 Liter Hubraum
3 Rennklasse bis 1,5 Liter Hubraum

### Rennergebnis
| Pos. | Fahrer                  | Konstrukteur   | Runden | Stopps | Zeit          | Start | Schnellste Runde | Ausfallgrund               |
| ---- | ----------------------- | -------------- | ------ | ------ | ------------- | ----- | ---------------- | -------------------------- |
| 01   | Rudolf Caracciola       | Mercedes       | 20     | 1      | 2:54:12,8 h   |       |                  |                            |
| 02   | Christian Riecken       | NAG            | 20     | 1      | + 3:15,4 min  |       |                  |                            |
| 03   | Willi Cleer             | Alfa Romeo     | 20     | 1      | + 5:59,0 min  |       |                  |                            |
| 04   | Pierre Clause           | Bignan         | 20     |        | + 7:49,6 min  |       |                  |                            |
| 05   | Georg Klöble            | NSU            | 20     |        | + 13:09,2 min |       |                  |                            |
| 06   | Max zu Schaumburg-Lippe | OM             | 20     |        | + 16:39,4 min |       |                  |                            |
| 07   | Jakob Scholl            | NSU            | 20     |        | + 17:36,4 min |       |                  |                            |
| 08   | Franz Islinger          | NSU            | 20     |        | + 19:41,0 min |       |                  |                            |
| 09   | Hans Santner            | OM             | 20     |        | + 22:36,4 min |       |                  |                            |
| 10   | Josef Müller            | NSU            | 20     |        | + 24:07,6 min |       |                  |                            |
| 11   | Fritz Backasch          | Brennabor      | 20     |        | + 27:08,4 min |       |                  |                            |
| 12   | Eduard Reichstein       | Brennabor      | 20     |        | + 32:16,0 min |       |                  |                            |
| 13   | Fritz Feldmann          | Hansa          | 20     |        | + 33:28,0 min |       |                  |                            |
| 14   | Edwin Orska             | NAG            | 20     |        | + 33:53,2 min |       |                  |                            |
| 15   | Albert Mitzlaff         | Brennabor      | 20     |        | + 34:43,8 min |       |                  |                            |
| 16   | Hugo Urban-Emmerich     | Talbot         | 20     |        | + 35:20,0 min |       |                  |                            |
| 17   | Max Wälti               | Bugatti        | 20     |        | + 37:00,0 min |       |                  |                            |
| —    | Hans Hanft              | Bugatti        | 17     |        | DNF           |       |                  | Ausfall                    |
| —    | Hermann Friedrich       | Pluto          | 16     |        | DNF           |       |                  | Ausfall                    |
| —    | Georg Kimpel            | Bugatti        | 16     |        | DNF           |       |                  | Pleuelschaden              |
| —    | Josef Ludewig           | Bugatti        | 15     |        | DNF           |       |                  | Ausfall                    |
| —    | Paul von Guilleaume     | Austro-Daimler | 14     |        | DNF           |       |                  | Ausfall                    |
| —    | Otto Komnick            | Komnick        | 13     |        | DNF           |       |                  | Ausfall                    |
| —    | Carl Deilmann           | Austro Daimler | 12     |        | DNF           |       |                  | Ausfall                    |
| —    | Robert Breier           | Bugatti        | 9      |        | DNF           |       |                  | Ausfall                    |
| —    | Jean Chassagne          | Talbot         | 8      |        | DNF           |       |                  | Unfall                     |
| —    | Alfred Mederer          | Pluto          | 8      |        | DNF           |       |                  | Unfall                     |
| —    | Theo van Horn           | Gendron        | 8      |        | DNF           |       |                  | gebrochene Ventilsteuerung |
| —    | Adolf Rosenberger       | Mercedes       | 6      |        | DNF           |       |                  | Unfall                     |
| —    | Ferdinando Minoia       | OM             | 6      |        | DNF           |       | 7:17,0 min       | Motorschaden               |
| —    | Hans Lohmann            | Komnick        | 6      |        | DNF           |       |                  | Ausfall                    |
| —    | Hans Berthold           | NAG            | 5      |        | DNF           |       |                  | Ausfall                    |
| —    | Richard Carl Krüger     | Alfa Romeo     | 3      |        | DNF           |       |                  | Kupplungsschaden           |
| —    | Willi Loge              | Aga            | 2      |        | DNF           |       |                  | Kühlerschaden              |
| —    | Ernst Hofer             | Steiger        | 1      |        | DNF           |       |                  | Kühlerschaden              |
| —    | Max Georg Fiedler       | Bolle-Fiedler  | 1      |        | DNF           |       |                  | Reifenschaden              |
| —    | Otto Fettkenheuer       | Bob            |        |        | DNS           |       |                  | zurückgezogen              |
| —    | Heinz Erblich           | Alfi           |        |        | DNS           |       |                  | zurückgezogen              |

### Klassensieger
- Klasse D (2000–3000 cm³)
  - 1.  Christian Riecken (NAG), 132,5 km/h
  - 2.  Willi Cleer (Alfa Romeo)
  - 3.  Fritz Feldmann (Hansa)

- Klasse E (1500–2000 cm³)
  - 1.  Rudolf Caracciola (Mercedes-Benz), 135,1 km/h
  - 2.  Pierre Clause (Bignan)
  - 3.  Max zu Schaumburg-Lippe (OM)

- Klasse F (1100–1500 cm³)
  - 1.  Georg Klöble (NSU), 125,8 km/h
  - 2.  Jakob Scholl (NSU)
  - 3.  Franz Islinger (NSU)